# Bolmen
Le Bolmen est un lac du Småland en Suède.
Un tunnel de 82 kilomètres permet d'approvisionner la Scanie en eau.
Bolmsö est l'île la plus notable du lac.